# Psychotria patulinervia
Psychotria patulinervia là một loài thực vật có hoa trong họ Thiến thảo. Loài này được Merr. & Quisumb. ex Sohmer & A.P.Davis mô tả khoa học đầu tiên năm 2007.